# Габровски камерен оркестър
Габровският камерен оркестър е основан през 1969 година по инициатива на композитора, музиковеда и диригента Христо Питев.
От 1974 до 1990 година художествен ръководител на състава е маестро Милко Коларов. С неговото име се свързват първите сериозни постижения на оркестъра, както и задграничните гастроли в Германия, Полша, Унгария, Русия, Украйна, Беларус, Чехия, Словакия, Франция, Испания.
От 1992 година художествен директор на фестивала е маестро Иван Стоянов, диригент на Габровския камерен оркестър.

## Изяви
- Камерният оркестър е главен организатор на Дните на камерната музика в Габрово, които се провеждат през месец май и месец септември. Гости – изпълнители и солисти са изявени български и чуждестранни изпълнители:
  - Маргарита Калчева – контрабас
  - Деворина Гамалова – цигулка и виола
  - Нелла Христова – пиано
  - Теодоси Спасов - кавал
  - Рафаел Цендлер – саксофон и кавал /Швейцария/
  - Андреас Марти – тромбон /Швейцария/
  - Светослав Лазаров – виолончело
  - проф. Венцеслав Николов - виолончело
  - проф. Ружка Чаракчиева - пиано
  - Виктор Дюлгеров – цигулка
  - Драгомир Захариев – виола
  - Александър Дубах – цигулка /Швейцария/
  - проф. Минчо Минчев и неговите майсторски класове от Германия
- Образователни концерти, изнесени в детските градини и училищата през 2004 г.
- Камерен оркестър „Габрово“ взема активно участие в различни обществени и частни инициативи – чествания в гр. Габрово, представяне на книги, откриване на изложби

## Репертоар
Репертоарът е повече от разнообразен и включва произведения от възможно всички националности, композитори, епохи и стилове – всички български композитори, Хайдн, Бокерини, Шуман, Чайковски, Антонин Дворжак, Телеман, Паганини, Григ, Йохан Себастиан Бах и синове, Стравински, Вивалди, Верачини, Корели, Росини, Бела Барток.